# Loco por ella
Loco por ella es una película española cómica original de Netflix estrenada el 26 de febrero de 2021. La película está dirigida por Dani de la Orden y protagonizada por Álvaro Cervantes y Susana Abaitua.

## Sinopsis
Adrián Mayo (Álvaro Cervantes) es un periodista que conoce a Carla Colomer (Susana Abaitua) tras una alocada noche de fiesta en la que se cuelan en una boda. Al final de la noche, la chica desaparece dejándose olvidada su chaqueta, con la que Adri consigue una dirección: la de un centro psiquiátrico. Tras descubrir que ella se encuentra interna en el lugar, decide recluirse voluntariamente en dicho centro con el objetivo de reencontrarse con ella.
En el centro psiquiátrico, aparte de volver a ver a Carla, que sufre de trastorno bipolar, pasando de estados maníacos a depresivos, conoce a Saúl (Luis Zahera), su compañero de cuarto con esquizofrenia, así como a otros internos tales como Marta (Aixa Villagrán), que padece síndrome de Tourette; Tina (Txell Aixendri), con visibles síntomas de delirio; Víctor (Nil Cardoner), con trastorno obsesivo-compulsivo o Sergio (Eduardo Antuña), que sufre de demencia. Debido a que la directora del centro psquiátrico (Clara Segura), no deja que Adri se vaya por suponer que está enfermo de verdad, éste decide escribir un artículo sobre los enfermos, mientras se mete de lleno en sus vidas.

## Reparto
- Álvaro Cervantes como Adrián «Adri» Mayo, periodista
- Susana Abaitua como Carla Colomer, paciente del psiquiátrico con trastorno bipolar
- Luis Zahera como Saúl, paciente del psiquiátrico con esquizofrenia
- Aixa Villagrán como Marta, paciente del psiquiátrico con síndrome de Tourette
- Txell Aixendri como Tina, paciente del psiquiátrico con síntomas de delirio
- Nil Cardoner como Víctor, paciente del psiquiátrico con trastorno obsesivo-compulsivo
- Eduardo Antuña como Sergio, paciente del psiquiátrico con demencia
- Paula Malia como Laura, amiga de Adri
- Clara Segura como Directora Psiquiátrico
- Alberto San Juan como Andrés, jefe de Adri
- María Ribera como Rosa, enfermera del psiquiátrico

## Adaptaciones
En abril de 2025 se estrenó Loco por ella, una adaptación mexicana protagonizada por Minnie West y Diego Klein.